# Anopheles hailarensis
Anopheles hailarensis är en tvåvingeart som beskrevs av Xu och Guang Yu Luo 1998. Anopheles hailarensis ingår i släktet Anopheles och familjen stickmyggor. Inga underarter finns listade i Catalogue of Life.